# کشتار حجاج در مکه
کشتار حجاج در مکه به کشته شدن حجاج عمدتاً ایرانی که به شعارهای موسوم به «اعلان برائت از مشرکین» در طول مناسک حج واجب پرداخته بودند اشاره دارد که در روز ۹ مرداد ۱۳۶۶، برابر با ۳۱ ژوئیه ۱۹۸۷ در شهر مکه عربستان سعودی روی داد. این رویداد سبب ایجاد تنش در روابط ایران و عربستان سعودی شد. در این واقعه ۲۷۵ تن از حجاج ایرانی، ۸۵ نیروی پلیس عربستانی و ۴۵ تن از حجاج دیگر کشورها کشته و شماری نیز زخمی شدند. 

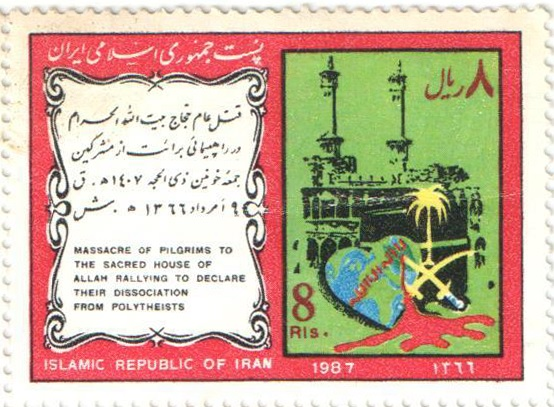
یک تمبر سال ۱۹۸۷ ایران با توصیف: «قتل‌عام حجاج بیت‌الله الحرام در راهپیمایی برائت از مشرکین جمعهٔ خونین ذی الحجهٔ ۱۴۰۷ ه‍.ق ۹ امرداد ۱۳۶۶ ه‍.ش»

## پیش‌زمینه

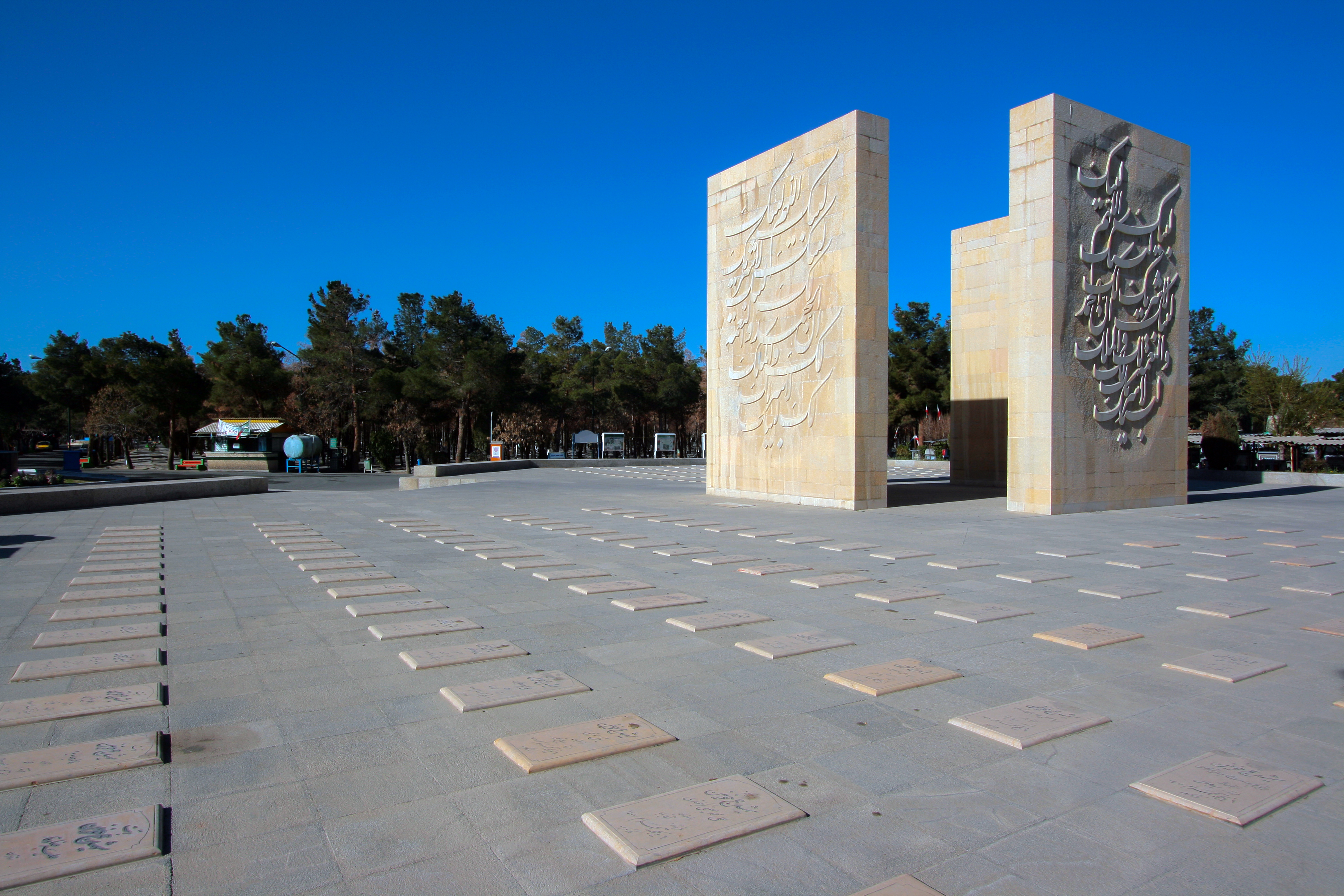
بنای یادبود بر آرامگاه کشته‌شدگان واقعه حج ۱۳۶۶ در بهشت زهرا

شکل‌گیری مراسم «برائت از مشرکین» بر اساس فرمان روح‌الله خمینی و دادن شعارهای «مرگ» به برخی از کشورها، موجب حساسیت عربستان سعودی به این مراسم شد. در ابتدا سعودی‌ها این مراسم را تهدیدی برای خود نمی‌دیدند. اما پس از انقلاب اسلامی، در سال ۱۹۸۱، این مراسم به سردادن شعارهای تند سیاسی در مسجدالحرام و مسجدالنبی، دو مکان از مقدس‌ترین مکان‌ها در دین اسلام منتهی شد که این نیز منجر به درگیری شدید با نیروهای امنیت عربستان و کشته‌شدن یک فرد شد.
پس از این حوادث، روح‌الله خمینی به حجاج ایرانی دستور داد که در هنگام زیارت نظم، احترام و آرامش را حفظ کنند. در سال‌های بعد، هر دو طرف تلاش کردند تا اوضاع را آرام کنند: سید روح‌الله خمینی از پیروان خود خواست که احترام و نظم را حفظ کنند، مطالب چاپ شده سیاسی را توزیع نکنند و دولت‌های مسلمان را مورد انتقاد قرار ندهند. در عوض، مقامات سعودی موقعیت قبلی خود را تغییر داده و اجازه دادند دو تظاهرات جداگانه برگزار شود: یکی در مکه و دیگری در مدینه. تا سال ۱۹۸۶، اوضاع به اندازه کافی آرام بود و مقامات سعودی اعلام کردند که دوباره قبرستان بقیع را برای زائران شیعه باز می‌کنند.

## حادثه
در مرداد ۱۳۶۶ مسئولان ایرانی اعلام کردند که یک راهپیمایی یا تظاهرات صرفاً ایرانی کافی نیست. آنها خواستار این بودند که رژیم سعودی در پایان تظاهرات خود به زائران ایرانی اجازه ورود به مسجدالحرام در مکه را بدهد. در نتیجه گفتگوهای سختگیرانه، اجازه داده شد که تظاهرات نیم کیلومتر قبل از مسجدالحرام به پایان برسد. هم‌زمان تصمیم گرفته شد که نیروهای امنیتی سعودی را در حالت آماده‌باش بالا در نقطه مورد نظر قرار داشته باشند.
در روز جمعه ۹ مرداد، پس از نماز ظهر تظاهرات آغاز شد و زائران ایرانی شعارهای «مرگ بر آمریکا»، «مرگ بر اتحاد جماهیر شوروی» و «مرگ بر اسرائیل» سر می‌دادند. این راهپیمایی تا اواخر مسیر پیش‌بینی شده، یعنی پانصد متر قبل از مسجدالحرام، بدون مشکل انجام گرفت. در این مرحله، برخی از ایرانیان خواستار ادامه تظاهرات برای ادامه فشار به سمت جلو و حضور در مسجد شدند. با شروع این اتفاق‌ها، افراد ناشناس با پرتاب اشیائی به سمت تظاهرات کنندگان، به آزار و اذیت زائران ایرانی پرداختند. این عوامل اوضاع را تشدید کرده و اوضاع را به درگیری شدید بین حجاج ایرانی و امنیت سعودی تبدیل کرده و گفته می‌شود که سعودی‌ها از چوب دستی و مواد برقی و ایرانی‌ها از چاقو و قمه استفاده می‌کردند.
در سال ۱۳۸۱ روزنامهٔ سیاست طی مقاله‌ای ادعا کرد که درآن روز محسن میردامادی (نایب مهدی کروبی) و علی شکوری‌راد از دانشجویان پیرو خط امام طی برنامه‌ای قصد داشته که مسجدالحرام را تصرف و از بلندگوهای آنجا شعارهای «مرگ بر آمریکا» را سر دهند که در این کار ناموفق بودند و این امر منجر به درگیری پلیس و بعد گارد ملی با حجاج می‌شود.
بر اساس اعلام رسمی دولت سعودی، ۴۰۵ نفر در این حادثه جان باختند؛ ولی علت مرگ این افراد لگدمال شدن و فشار دانسته‌اند و نه تنها شلیک نیروهای نظامی و امنیتی را انکار کرده، بلکه استفاده از گاز اشک‌آور را نیز منکر شده‌اند. در مقابل بر اساس منابع اطلاعاتی آمریکایی، با بالا گرفتن درگیری بین نیروهای امنیتی و پلیس عربستان و تظاهرکنندگان، گارد ملی وارد عمل می‌شود و ابتدا گاز اشک‌آور شلیک می‌کند و سپس با اسلحه کمری و مسلسل شروع به شلیک می‌کنند و بدین صورت اعتراضات خاتمه می‌یابد.

### تلفات، خسارات و پیامد‌ها
در این واقعه ۴۰۵ نفر به تیر مستقیم یا در اثر ازدحام جمعیت کشته شدند که از میان آنها ۲۷۵ تن ایرانی، ۸۵ تن نیروی پلیس عربستانی و ۴۵ تن از حاجیان دیگر کشورها بودند. به علاوه ۶۴۹ نفر دیگر شامل ۳۰۳ ایرانی، ۱۴۵ عربستانی و ۲۰۱ از دیگر ملیت‌ها مجروح شدند. پس از این واقعه، حکومت عربستان سعودی سفارتخانه خود را در تهران تعطیل و روابط دیپلماتیک خود با ایران را قطع کرد.

## نظرات دربارهٔ علت حادثه

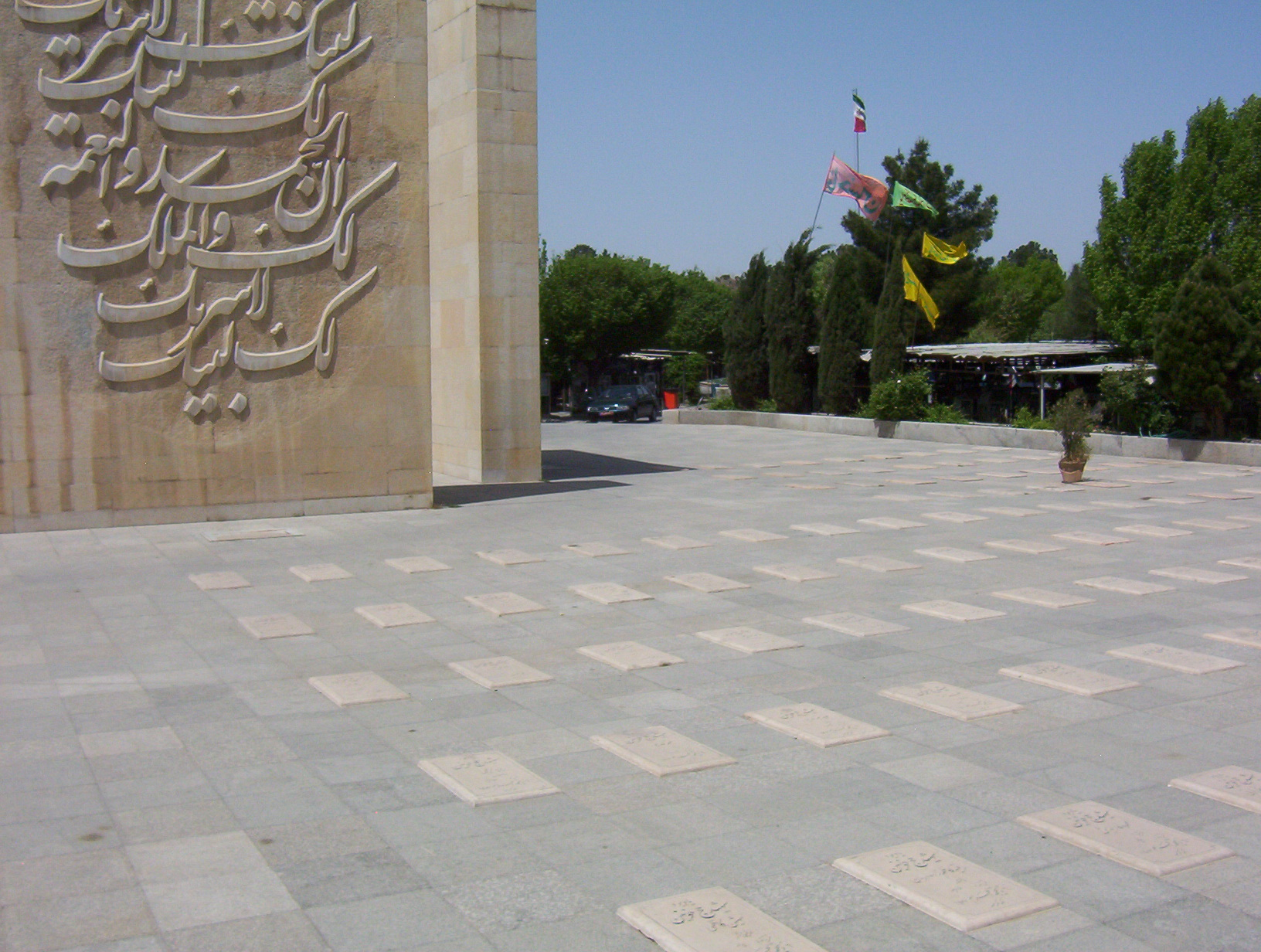
بنای یادبود بر آرامگاه کشته‌شدگان واقعه حج ۱۳۶۶ در بهشت زهرا

این حادثه یک سال پس از رسوایی بزرگ انتقال مواد منفجره به عربستان سعودی با کاروان حجاج اتفاق افتاد. حسینعلی منتظری چند ماه بعد از این واقعه در نامه‌ای به روح‌الله خمینی نسبت به عملکرد مسئولان ایرانی در این واقعه اعتراض کرد. وی نوشت: 
بسیاری از افراد مورد اطمینان که خود ناظر جریان و در خط مقدم راهپیمایی بوده‌اند می‌گویند همهٔ گناه گردن سعودی‌ها نیست و ممکن بود راهپیمایی آبرومندانه انجام شود و به اینجا هم منجر نشود، ولی در اثر تندی بچه‌ها و بی‌برنامگی اجمالاً هجوم و حمله از طرف بچه‌های نپختهٔ ما شروع شد و سوژه به دست دشمن داد، هر چند دشمن مجهز و مهیا بود و دنبال بهانه می‌گشت تا ما را سرکوب کند. دشمن در سال قبل از آن در موضوع جاسازی و قرار دادن مواد منفجره در ساک‌های حجاج با ما عاقلانه برخورد کرد و تا اندازه‌ای اغماض کرد و ما موضوع را رسیدگی نکردیم، بلکه مغرور شدیم و در سال بعد چنین مصیبت بزرگی برای عالم اسلام رخ داد.
وی همچنین می‌افزاید که: 
سپاه برای انتقال مواد منفجره به عربستان از ساک‌های زائران بدون اجازه آن‌ها استفاده کرد. پس از افشای این در عربستان و رفتن آبروی ایران، در همه جا زمزمه راه انداختند که خوب است بگوییم این نیز تقصیر سید مهدی هاشمی است. این درحالی بود که سید مهدی آن موقع درگیر مشکلات خودش بود. یکی از افراد سپاه که از متصدیان این امر ناجوانمردانه بود آمد نزد من و گفت که مسئولان من اصرار دارند تا بگوییم این امر توسط سید مهدی هاشمی انجام شده‌است.
هاشمی رفسنجانی در خاطرات ۲۰ مرداد ۱۳۶۵، با اشاره به بی‌اطلاع بودن خود حجاج، در مورد این حادثه این‌گونه می‌نویسد: 
آقای بشارتی اطلاع داد که عربستان اعلان کرده چند نفر از حجاج ایرانی در ساکهای خود تی‌ان‌تی داشته‌اند. … دربارهٔ کاروانی که در جده گیر افتاده و جمعی از حجاج که در ساک آنها مواد منفجره کشف و بازداشت شده‌اند، پیگیری کردم. معلوم شد که حجاج بی‌اطلاع بوده‌اند. فقط رئیس کاروان می‌دانسته. به وزارت خارجه و اطلاعات گفتم که برای ملاقات با رئیس کاروان در حج تلاش کنند.
میرحسین موسوی در بخشی از استعفانامه ۱۴ مهر ۱۳۶۷، با اشاره به این داستان به علی خامنه‌ای می‌گوید: 
همه جا صحبت از سیاست‌های خارجی دولت جمهوری اسلامی است بدون آن که دولت از این سیاست‌ها که در همه جای کشور و جهان بیان می‌شود، خبر داشته باشد… عملیات برون مرزی که بدون اطلاع و دستور دولت صورت می‌گیرد، شما بهتر می‌دانید که تاکنون فاجعه آفرینی و اثر نامطلوب آن‌ها برای کشور چه قدر بوده‌است… پس از کشف مواد منفجره از حجاج ما در جده، اینجانب از این امر آگاه می‌شوم. متأسفانه و علی‌رغم همه ضرر و زیانی که این حرکت متوجه کشور کرده‌است، هنوز نظیر این عملیات می‌تواند هر لحظه و هر ساعت به نام دولت صورت گیرد.
احمد منتظری فرزند حسینعلی منتظری در مصاحبه‌ای گفته‌است که افراد نفوذی در ایران در سال ۱۹۸۶ در ساک‌های حجاج مواد منفجره جاسازی کرد تا در مراسم مکه منفجر کنند. سپاه در آن زمان مقدار ۳۱۴ کیلو «تی‌ان‌تی» را برای خرابکاری و کشتن حجاج با هدف ناامن کردن مراسم حج و سپس مقصر دانستن پادشاهی سعودی در اداره حج به مکه می‌فرستند. علیرضا نوری‌زاده در این باره می‌گوید: 
در سال ۱۹۸۶، یک سال قبل از این حادثه، مقامات عربستان سعودی در چمدان شماری از حجاج ایرانی ۱۵۰ کیلوگرم مادهٔ منفجره بسیار قوی پیدا کردند و بعدها مشخص شد که این حجاج از ماجرای مواد منفجره خبری نداشته‌اند و این مواد منفجره از سوی دستگاه حج و زیارت در این وسایل کار گذاشته شده بود.
در پی این حادثه ۱۱۳ نفر از حجاج ایرانی دستگیر شدند که به جز دو یا سه نفر از آن‌ها باقی آزاد شدند. رفسنجانی در خاطرات خود در سال ۱۳۶۶ از گزارش عبدالله نوری یاد می‌کند که در آن ضمن غیرقابل گذشت بودن کار عربستان، به تندروی نیروهای داخلی هم اشاره شده‌است.